# 長尚連
長 尚連（ちょう ひさつら）は、加賀藩年寄。加賀八家長家第4代当主。

## 生涯
寛文2年（1662年）、前田家家老長連頼の嫡男元連の長男として生まれる。寛文7年（1667年）8月、父元連が浦野事件に連座して、藩主前田綱紀の命で廃嫡となったため、祖父連頼の継嗣となる。
寛文11年（1671年）10月、祖父連頼の死去により嫡孫承祖し、3万3000石の相続が許された。同時に鹿島半郡を藩に収められ、代わって他の家臣同様に加賀藩領内に散在する采地を与えられ、居を金沢に移した。長家は、長連龍が織田信長から鹿島半郡を与えられた経緯から、加賀藩の中で例外的に給人の知行地支配が許されていたが、これによりその特権を喪失することとなった。新しい采地は改作法が導入されており、実収が大幅に減ることを考慮され、弟連房にも別に新知1000石が与えられた。
貞享2年（1685年）3月、藩主綱紀の養女恭姫を娶り、1000石の化粧田を授かる。貞享3年（1686年）11月13日、人持組頭（七手頭）となる。元禄6年（1693年）、諱を時連から尚連に改めた。これは、主君前田家の先祖菅原道真を大宰府に左遷させた藤原時平の「時」の字を忌んだためである。元禄9年（1696年）正月、従五位下大隅守に叙任。同年8月11日、御大老に任じられる。
元禄16年（1703年）9月16日没。家督は弟連房の次男高連が養子となって相続した。